# Cserbia
Cserbia (románul: Cerbia) falu Romániában, Erdélyben, Hunyad megyében.

## Fekvése
Dévától 50 kilométerre északnyugatra, az Erdélyi-érchegységben fekszik.

## Nevének eredete
Neve vagy a cerb ('szarvas'), vagy a știrbină ('foghíj') román szóból való. Először 1468-ban Cherbinye, majd 1730-ban Cserbie alakban írták.

## Története
Kezdetben az illyei uradalomhoz tartozó román falu volt Hunyad megyében.
1910-ben 390, 2002-ben 137 ortodox vallású román lakosa volt.

## Látnivalók
- Ortodox fatemploma a 18. században épült.

## Képek
|  |  |